# گرین میدو، فلوریدا
گرین میدو (به انگلیسی: Green Meadow) یک منطقهٔ مسکونی در ایالات متحده آمریکا است که در شهرستان براوارد، فلوریدا قرار دارد. گرین میدو ۵٫۴ کیلومتر مربع مساحت و ۱٬۸۷۴ نفر جمعیت دارد.